# Корнєйчик Ігор Іванович
Корнєйчик Ігор Іванович (21 листопада 1924, селище Чечерське Гомельська область, Білорусь — 3 лютого 1974, Харків) — радянський український бібліографознавець, історик української бібліографії, викладач бібліографічних дисциплін Харківського державного інституту культури. Кандидат педагогічних наук (1955), доцент (1957).

## Життєпис
Народився 21 листопада 1924 року в родині вчителів. Сім'я часто переїздила. Шкільне навчання почав одразу з другого класу в місті Новозибков. Початкову школу закінчив у Невелі, а середню — в Кімрах Калінінської області. У 1942 році закінчив Кімрське педагогічне училище та був мобілізований до лав радянської армії, служив у мінометному полку другої навчальної бригади. 1943 року тяжко захворів (авітаміноз) і через декілька місяців лікування був демобілізований.
У 1943—1947 роках навчався в Московському бібліотечному інституті. Після закінчення навчання працював інспектором Комітету у справах культурно-освітній установ Білорусії, викладачем Мінського бібліотечного технікуму ім. О. С. Пушкіна.
У 1950 році вступив до аспірантури Московського бібліотечного інституту. У 1955 році захистив кандидатську дисертацію «Крайова бібліографія художньої літератури і літературознавства» (науковий керівник — проф. Б. Боднарський). З 1956 року почав викладати у Харківському державному бібліотечному інституті на посаді старшого викладача, згодом — доцента кафедри бібліографії. Викладав курси «Бібліографія художньої літератури і літературознавства», пізніше — «Краєзнавча бібліографія».
Ігор Корнєйчик — автор понад 60 праць з питань бібліографії художньої літератури, літературознавства, краєзнавчої бібліографії, історії української бібліографії. Окрім дисертації, присвяченої цій темі, він написав низку лекцій для студентів, а також статей про бібліографів-краєзнавців. Науково обґрунтував термінологію краєзнавчої бібліографії, що стало поштовхом до розвитку краєзнавчого бібліографознавства в Україні. Досліджував життя і творчість українських бібліографів, зокрема І. Франка, С. Маслова, Ф. Максименка, М. Ясинського. З Ф. Максименком підтримував плідні робочі стосунки.
Головним науковим доробком ученого стали праці з історії української бібліографії, з часів Київської Русі та закінчуючи радянським періодом. Дорадянська бібліографія була висвітлена в п'яти друкованих випусках лекцій для студентів ХДБІ (1961), а також у монографії «Історія української бібліографії» (1971). Практично завершив докторську дисертацію «Історія української бібліографії другої половини XIX століття», захист якої не відбувся з причини передчасної смерті вченого.
Ігор Корнєйчик входив до складу вченої та редакційно-видавничої рад Книжкової палати УРСР, редколегії видань «Нові книги УРСР», «Державна бібліографія на Україні», заступником відповідального редактора міжвідомчого республіканського збірника «Бібліотекознавство та бібліографія». Брав участь у першому виданні Української радянської енциклопедії (1959—1964).
Викладач понад 15 років керував студентським науковим гуртком кафедри бібліографії, члени якого брали участь у конференціях різного рівня. Його студенти надалі стали науковцями, викладачами закладів вищої освіти.
Пішов з життя 3 лютого 1974 року у Харкові.

## Основні праці
- Вопросы краевой библиографии художественной литературы // Уч. зап. ХГБИ. — Харьков, 1956. — Вып. 2. — С. 101—118.
- Краєзнавча бібліографія художньої літератури: лекція для студ.-заочників з курсу «Бібліографія художньої літератури». —Харків, 1958.
- Бібліографія літератури про письменника на допомогу науковій роботі: лекція… — Харків, 1959.
- Розвиток бібліографії на Україні: лекції для студентів-заочників / І. І. Корнєйчик. — Харків, 1961. — Вип. 1–5.
- Корнейчик И. И. Краеведческая библиография на Украине: развитие краеведческой библиографии в советское время (1917—1940 гг.): конспект лекций по курсу «Краевед. библиогр.» / [И. И. Корнейчик ; отв. за вып. В. Т. Вытяжков] ; М-во культуры УССР, Харьк. гос. ин-т культуры. — Харьков: ХГИК, 1965. — 27 с.
- Методичні матеріали з питань краєзнавчої роботи бібліотек України. — Київ, 1966. — С. 199—207.
- Український книгознавець, бібліограф та бібліотекознавець, професор С. І. Маслов (1880—1957) // Бібліотекознавство та бібліографія. — Харків, 1967. — Вип. 4. — С. 101—114.
- Корнейчик И. И. Краеведческая библиография на Украине: развитие краеведческой библиографии в советское время (1941—1967 гг.): лекции по курсу «Краевед. библиогр.» / И. И. Корнейчик ; [отв. за вып. В. Т. Вытяжков] ; М-во культуры УССР, Харьк. гос. ин-т культуры. — Харьков: ХГИК, 1968. — 46 с.
- Історія української бібліографії: дожовтневий період: [нариси]: монографія / І. І. Корнєйчик ; ред.-вид. від. Кн. палати. — Харків, 1971. — 373 с.
- Федір Пилипович Максименко (до 75-річчя від дня народження) // Бібліотекознавство та бібліографія — Харків, 1972. — Вип. 12. — С. 141—145.